# Mansión de Mežmuiža
La Mansión de Mežmuiža, también llamada Mansión de Augstkalne, es una mansión de estilo neogótico en la región de Semigalia de Letonia.

## Historia
Restaurada entre 1992 y 1994, la Mansión de Mežmuiža se remonta a mediados de la década de los setenta del siglo XIX. Los primeros propietarios fueron los Lieven.
El edificio principal se localiza en medio de los molinos, los edificios de jardineros, sirvientas y el edificio administrativo situado un poco alejado de los graneros. El complejo de la mansión también incluye un parque de 12 hectáreas con pilares donde crecen especies exóticas, como melissa, abeto blanco europeo, roble rojo, pino negro y de montaña. Desde 1954, ha albergado la escuela secundaria de 
Augstkalne.